# Running with Scissors

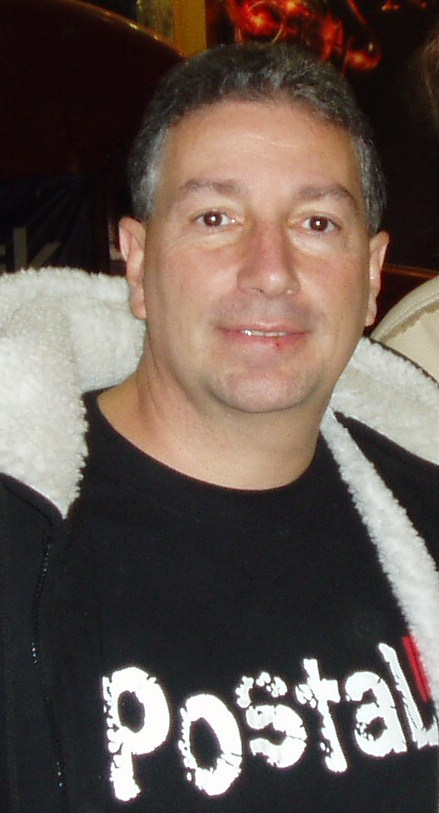
Vince Desiderio (Vince Desi), diseñador de juegos, director de Running With Scissors en Igromir-2006 (feria de videojuegos de Moscú).

Running with Scissors es un desarrollador de videojuegos estadounidense con sede en Tucson, Arizona. Fue fundada en 1996 por Vince Desi. RWS creó la franquicia Postal, que a menudo ha causado controversia por su desmedido contenido explícito. Siendo así mismo, el primer juego de la compañía, Postal en 1997, lo que provocó mucha controversia y hasta una demanda de marca registrada del Servicio Postal de los Estados Unidos que duró hasta 2003. Desde ese mismo 2003, han desarrollado única y exclusivamente videojuegos de la saga Postal.

## Juegos desarrollados
Los juegos en negrita son expansiones o diferentes modos de juego. 
| Título                       | Año  | Plataformas                                    |
| ---------------------------- | ---- | ---------------------------------------------- |
| Postal                       | 1997 | Windows, Linux, Mac OS, Android                |
| Postal 2                     | 2003 | Windows, Linux, Mac OS                         |
| Postal 2: Share the Pain     | 2003 | Windows, Linux, Mac OS                         |
| Postal 2: Apocalypse Weekend | 2005 | Windows, Linux, Mac OS                         |
| Postal 2: Paradise Lost      | 2015 | Windows, Linux, Mac OS                         |
| Postal Redux                 | 2016 | Windows, Linux, PlayStation 4, Nintendo Switch |
| Postal 4                     | 2022 | Windows                                        |
| Postal: Brain Damaged        | 2022 | Windows                                        |

El único juego que no es de Postal y que a su vez ha sido cancelado del que se tenga registro es Flesh and Wire, cancelado en 1999. Postal 3 no fue desarrollado por Running With Scissors, sino por la ahora inexistente empresa rusa Akella y distribuida por Whiptail Interactive.